# Gabriel Slonina
Gabriel Pawel „Gaga“ Slonina (polnisch Słonina; * 15. Mai 2004 in Addison, Illinois) ist ein US-amerikanischer Fußballtorhüter, der in England beim FC Chelsea unter Vertrag steht.

## Karriere

### Verein
Der in Addison, einem Vorort von Chicago, geborene Slonina schloss sich 2016 der Jugendakademie des Major-League-Soccer-Klubs Chicago Fire an. Am 8. März 2019 unterzeichnete Slonina einen Profivertrag bei dem Klub als Eigengewächs (Homegrown Player). Im Alter von 14 Jahren war Slonina damit der zweitjüngste Spieler in der Geschichte der Major League Soccer und der jüngste Spieler, der je bei Chicago Fire als Profispieler unter Vertrag genommen wurde. Am 4. August 2021 gab Slonina gegen den New York City FC sein Profidebüt für Chicago Fire und wurde mit 17 Jahren und 81 Tagen der jüngste Stammtorhüter in der Geschichte der Liga. Das Spiel endete mit einem 0:0-Unterschieden. Den Rest der Saison 2021 blieb Slonina Stammtorhüter, konnte mit Chicago allerdings nicht die Playoffs erreichen.
Im August 2022 wurde Slonina vom FC Chelsea unter Vertrag genommen, verblieb aber bis zum Ende der Saison 2022 auf Leihbasis in Chicago. Der tatsächliche Wechsel fand zum 1. Januar 2023 statt. In der Saison 2022/23 war er unter Graham Potter und dessen Nachfolger Frank Lampard hinter Édouard Mendy, Kepa und Marcus Bettinelli der vierte Torhüter. Er absolvierte bis zum Saisonende 8 Spiele für die U21.
Im August 2023 wechselte Slonina bis zum Ende der Saison 2023/24 auf Leihbasis zum belgischen Erstligisten KAS Eupen. Dort kam er auf 33 von 34 möglichen Ligaspielen und ein Pokalspiel. Die Saison endete mit dem Abstieg der KAS Eupen in die Division 1B. Nach seiner Rückkehr wurde bis zum Jahresende 2024 an den FC Barnsley verliehen und bestritt dort elf Liga- sowie drei Pokalpartien für den englischen Drittligisten.

### Nationalmannschaft
Aufgrund seiner polnischen Abstammung ist Slonina neben der seines Geburtslandes auch für die Nationalmannschaft Polens spielberechtigt. Slonina vertrat Juniorenauswahlen der Vereinigten Staaten auf verschiedenen Ebenen. Slonina wurde im Dezember 2021 ins Trainingslager der A-Nationalmannschaft der Vereinigten Staaten berufen, bestritt aber kein Spiel.
Am 17. Mai 2022 wurde er von Nationaltrainer Czesław Michniewicz in die polnische A-Nationalmannschaft für die anstehenden Spiele in der UEFA Nations League gegen Wales, Belgien und die Niederlande berufen. Drei Tage später lehnte Slonina die Berufung ab und erklärte, er wolle für die US-amerikanischen Nationalmannschaft spielen.
Am 25. Januar 2023 debütierte Slonina bei einer 1:2-Niederlage gegen Serbien in der A-Nationalmannschaft. Da das Testspiel nicht in einer offiziellen FIFA-Abstellungsperiode stattfand, waren für die US-Mannschaft kaum Spieler von europäischen Vereinen nominiert worden.
Bei den Olympischen Sommerspielen 2024 in Paris stand er im Kader der US-amerikanische U-23-Auswahl, kam jedoch zu keinem Einsatz während des Turniers.